# Amathusia pollicaris
Amathusia pollicaris är en fjärilsart som beskrevs av Butler 1870. Amathusia pollicaris ingår i släktet Amathusia och familjen praktfjärilar. Inga underarter finns listade i Catalogue of Life.